# Drosophila sordidapex
Drosophila sordidapex är en tvåvingeart som beskrevs av Percy H. Grimshaw 1901. Drosophila sordidapex ingår i släktet Drosophila och familjen daggflugor.
Artens utbredningsområde är Hawaii.